# Wudang Shan
De Wudang Shan is een smal gebergte in het noordwesten van de Chinese provincie Hubei, net ten zuiden van de stad Shiyan. In het daoïsme is deze berg gewijd aan de god Beidi.
De Wudangbergen staan bekend om de vele daoïstische kloosters die daar te vinden zijn. Tijdens de Tang-dynastie (618-907) werd de eerste tempel gebouwd. De meeste kloosters zijn gebouwd tijdens de Ming-dynastie (14e-17e eeuw). Tijdens de Culturele Revolutie (1966-1976) werden sommige van de kloosters beschadigd. Vanwege de culturele en historische waarde zijn de kloosters in 1994 op de Werelderfgoedlijst van UNESCO geplaatst.
Zhang Sanfeng, een taoïstische priester die door taoïsten als onsterfelijk werd beschouwd, leefde in de Wudangbergen.

## Afbeeldingen

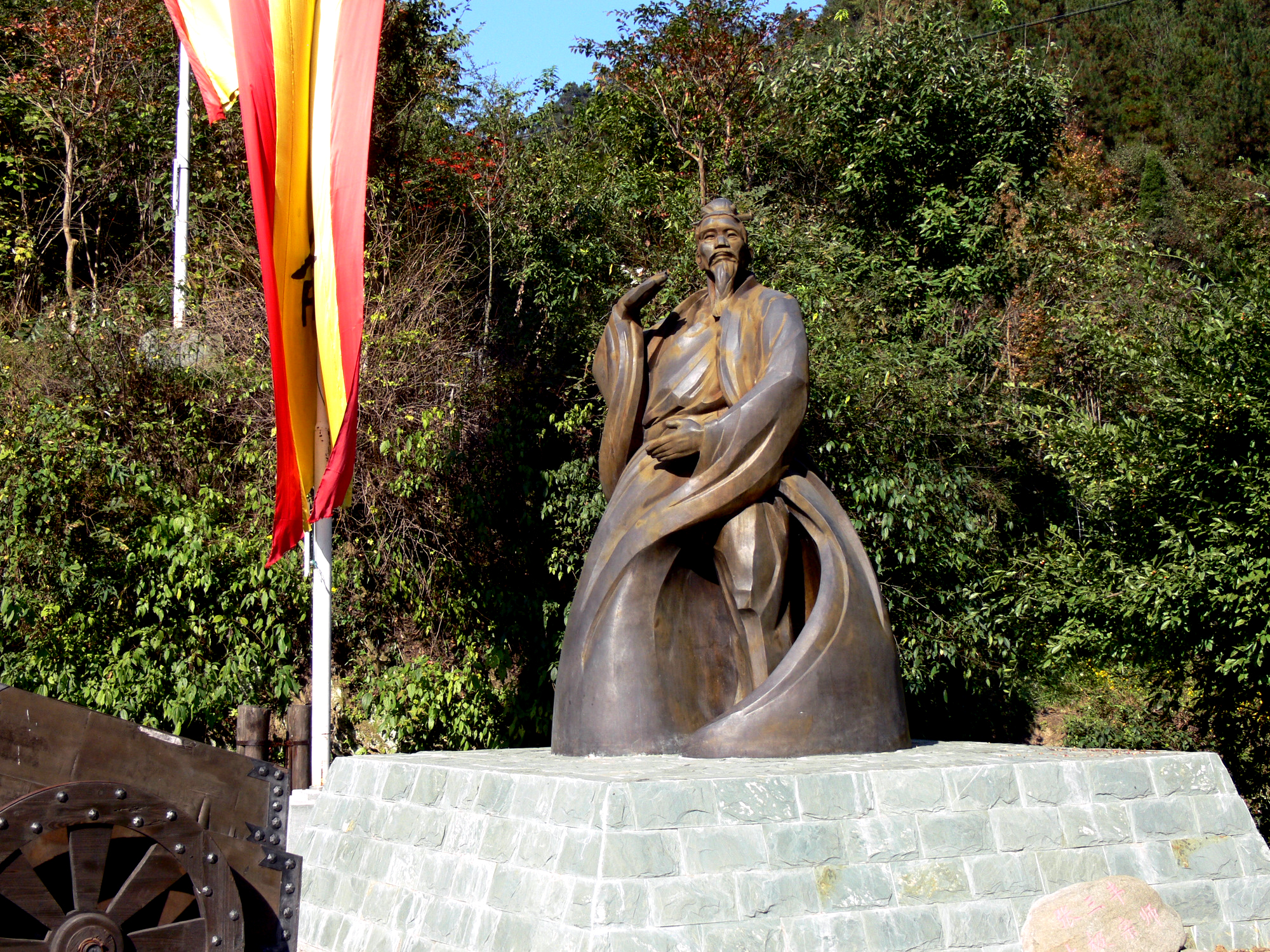
Beeld van Zhang Sanfeng
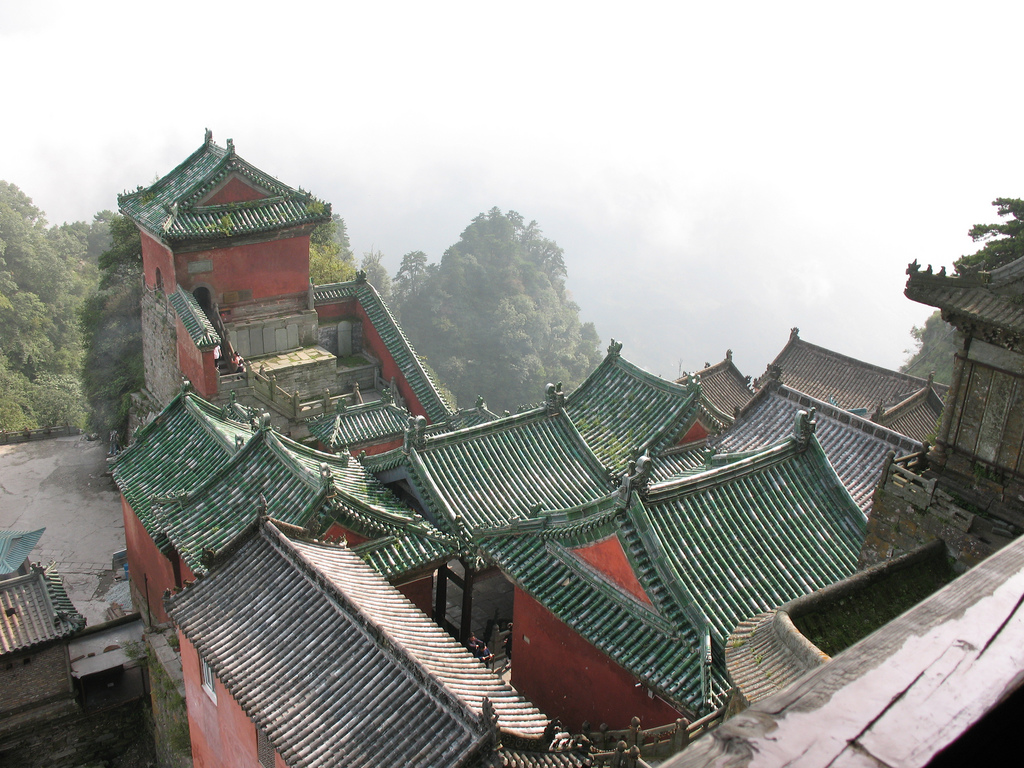
Taoïstisch klooster

Chinese Muur · Heilige berg Taishan · Verboden Stad · Paleis van Mukden · Mogaogrotten · Mausoleum van de eerste Qin-keizer · Vindplaats van de Pekingmens in Zhoukoudian · Berglandschap van Huang Shan · Jiuzhaigou-vallei · Huanglong · Wulingyuan · Bergresidentie en afgelegen tempels van Chengde · Tempel en begraafplaats van Confucius en het huis van de familie Kong in Qufu · Oud gebouwencomplex in de Wudangbergen · Historisch ensemble van het Potala-paleis in Lhasa · Jokhangtempel · Norbulingkatempel · Nationaal park Lushan · Landschap rond de berg Emei, inbegrepen het gebied van de Grote Boeddha van Leshan · Oude stad Lijiang · Oude stad Pingyao · Suzhou · Zomerpaleis, een keizerlijke tuin in Peking · Tempel van de hemel, een keizerlijk offeraltaar in Peking · Rotssculpturen van Dazu · Wuyigebergte · Oude dorpen in zuidelijk Anhui - Xidi en Hongcun · Keizerlijke paleizen van de Ming- en Qing-dynastieën in Peking en Shenyang · Grotten van Longmen · Qingcheng en Dujiangyan-irrigatiesysteem · Grotten van Yungang · Beschermd gebied van drie parallelle rivieren in Yunnan · Hoofdsteden en graven van het oude koninkrijk Koguryo · Historisch centrum van Macau · Reservaten van de reuzenpanda in Sichuan · Yinxu · Diaolou en dorpen in Kaiping · Zuid-Chinese karstlandschap · Tulou in Fujian · Nationaal park Sanqingshan · Wutai Shan · Cultuurlandschap van het Westelijke Meer van Hangzhou · Tian Shan in Xinjiang · Cultuurlandschap van rijstterrassen van de Hani in Honghe · Het Grote Kanaal · Zijderoute: het wegennetwerk van de Chang'an-Tiensjancorridor · Sites van de Tusi · Cultuurlandschap met rotstekeningen van Zuojiang Huashan · Hubei Shennongjia · Qinghai Hoh Xil · Gulangyu: een historische internationale nederzetting · Fanjingshan · Archeologische ruïnes van de stad Liangzhu · Trekvogelreservaten langs de kust van de Gele Zee en de Golf van Bohai · Quanzhou
- Library of Congress Control Number: sh85148673
- Nationale Bibliotheek van Israël: 987007529633205171
- Virtual International Authority File: 315526745